# The Day That Never Comes
The Day That Never Comes è un singolo del gruppo musicale statunitense Metallica, pubblicato il 21 agosto 2008 come primo estratto dal nono album in studio Death Magnetic.

## Descrizione
L'introduzione è caratterizzato dalla presenza di chitarre pulite che passano successivamente alle strofe, mentre i ritornelli presentano chitarre distorte pesanti. L'intermezzo accelera gradualmente e conduce infine a un ritmo veloce tra le chitarre e un lungo assolo di chitarra di Kirk Hammett, un build-up paragonabile a quello di One, Welcome Home (Sanitarium) e Fade to Black. Il finale, come gli altri brani, è puramente strumentale, con numerosi assoli e progressioni di accordi.

## Video musicale
Il videoclip, diretto da Thomas Vinterberg, è stato pubblicato il 1º settembre 2008 e mostra scene del gruppo intento a eseguire il brano sopra un palco circondato dal deserto con altre in cui un militare perde il proprio amico a seguito di un'esplosione e successivamente pronto ad attaccare insieme ad altri militari un veicolo con a bordo due cittadini le cui intenzioni si rivelano innocue contrariamente a quanto pensato dal militare protagonista.

## Tracce
Download digitale, CD promozionale (Australia, Europa, Giappone, Stati Uniti)
1. The Day That Never Comes – 7:56 (James Hetfield, Lars Ulrich, Kirk Hammett, Robert Trujillo)

CD singolo (Stati Uniti)
1. The Day That Never Comes – 7:55 (James Hetfield, Lars Ulrich, Kirk Hammett, Robert Trujillo)
2. No Remorse (Live) – 5:31 (James Hetfield, Lars Ulrich)

## Formazione
Gruppo
- James Hetfield – chitarra, voce
- Lars Ulrich – batteria
- Kirk Hammett – chitarra
- Robert Trujillo – basso

Produzione
- Rick Rubin – produzione
- Greg Fidelman – missaggio, registrazione
- Andrew Scheps – missaggio
- Mike Gillies – registrazione aggiuntiva
- Dana Nielsen – montaggio digitale
- Dan Monti – montaggio digitale
- Kent Matcke – montaggio digitale
- DD Elrich – montaggio digitale
- Sara Lyn Killion – assistenza tecnica
- Joshua Smith – assistenza tecnica
- Adam Fuller – assistenza tecnica
- Jason Gossman – assistenza tecnica
- Jason Mott – assistenza tecnica
- Ted Jensen – mastering

## Classifiche
| Classifica (2008)             | Posizione massima |
| ----------------------------- | ----------------- |
| Australia                     | 18                |
| Austria                       | 25                |
| Belgio (Fiandre)              | 11                |
| Belgio (Vallonia)             | 25                |
| Canada                        | 9                 |
| Danimarca                     | 3                 |
| Finlandia                     | 1                 |
| Irlanda                       | 14                |
| Italia                        | 15                |
| Norvegia                      | 1                 |
| Nuova Zelanda                 | 14                |
| Paesi Bassi                   | 20                |
| Portogallo                    | 6                 |
| Regno Unito                   | 19                |
| Stati Uniti                   | 31                |
| Stati Uniti (alternative)     | 5                 |
| Stati Uniti (mainstream rock) | 1                 |
| Svezia                        | 3                 |
| Svizzera                      | 32                |